# Kościół Najświętszej Maryi Panny Królowej Polski w Jastrowiu
Kościół Najświętszej Maryi Panny Królowej Polski w Jastrowiu – jeden z dwóch rzymskokatolickich kościołów parafialnych, należący do parafii Najświętszej Maryi Panny Królowej Polski w Jastrowiu, dekanatu Jastrowie, diecezji koszalińsko-kołobrzeskiej, metropolii szczecińsko-kamieńskiej, w mieście Jastrowie, w powiecie złotowskim, w woj. wielkopolskim. Mieści się przy ulicy Adama Mickiewicza.

## Historia
Jest to eklektyczna (o cechach neogotyku i neoromanizmu) budowla wzniesiona w latach 1880–1882, poświęcona 23 lutego 1947 roku, konsekrowana 5 maja 2002 roku przez biskupa Mariana Gołębiewskiego. Wzniesiona została jako świątynia ewangelicka, od 1947 użytkują ją katolicy. Do niedawna w kościele znajdowały się liczne elementy wyposażenia wykonane w technice metaloplastyki, usunięte po przeprowadzeniu prac remontowych w latach 2014/2015. Zmieniono wtedy także kolorystykę wnętrza kościoła oraz wykuto wnękę po prawej stronie, w której znajduje się figura Matki Boskiej Fatimskiej. W kościele postawiono nowy ołtarz główny, wzorowany na ołtarzu, który znajdował się w nim do lat 80. XX wieku.